# Битка при Зама
Битката при Зама се провежда през 202 г. пр.н.е. Тя е най-голямата битка в Северна Африка по време на Втората пуническа война. Картагенецът Ханибал се изправя пред V и VI легион на римския главнокомандващ Публий Корнелий Сципион, като се срещат близо до град Зама.
След като Ханибал се завръща от Италия, картагенците, живеещи в Северна Африка, търсят условия за сключване на примирие. Ханибал изпраща посредници в лагера на Сципион. Римлянинът ги оставя съвсем спокойно и безпрепятствено да се разхождат из лагера. Двамата посредници решават, че съперникът притежава много малка кавалерия в наличност. Ханибал избира да проведе битка като не предполага, че Сципион знае за предстоящото пристигане на нумидийския цар Масиниса, който в началото на войната подкрепя Ханибал. Обаче заради сватбата на своя съперник Сипхакс и дъщерята на Ханибал, Масиниса променя позициите си. Така и нумидиецът се включва в битката при Зама.

## Развитие на битката
Битката при Зама е главната и повратна точка в развоя на Пуническите войни. Римляните първо използват по-малката кавалерия от 6000 души срещу 3000-ната на Ханибал. В първата редица Ханибал строява близо 80 бойни слона, които все още са слабо обучени. Пехотата е разделена на три редици. Спасените от Италия ветерани (основно копиеносци и гали) съставляват последната редица и трябвало да проведат същинския удар след като първите две редици докарат римските легионери до безредие и ги изморят.
Битката започва Сципион с една изненадваща маневра: от неговите, както обикновено наредени на шахматни карета, легиони всеки втори войник се премества настрани. Така между римляните, вертикално на бойното поле, се образуват празни улички. Те били достатъчно големи, за да преминават по тях бойните слонове, а легионерите създавали шум, за да минават животните по-бързо. Слоновете преминават без да създадат големи вреди. Заради незначителното недоразумение слоновете търсят път към собствената кавалерия и така вместо при римляните, безредие настъпва при картагенците. Сред обширния сблъсък между римската лека пехота и Ханибалската смесица от лека пехота и бойни слонове, войсковите части се струпват една върху друга.
Римската кавалерия успява да вземе надмощие над враговете и ги преследва, вместо отново да се включи в централните действия и да проиграе превъзходството си.
Пехотата на Ханибал поставя нападателите под силен натиск. Първата и втора бойни линии трябвало да отстъпят, както било предвидено, а със свежи сили ветераните да отблъснат римляните. Вместо това, когато втората редица започва да отстъпва, разваля строя на третата. Ханибал е принуден да даде заповед копията да са насочени към собствените хора. Вследствие на това войсковите части от втората редица опитват да избягат на страна от двете войски и тези, които успяват се събират по фланговете на редицата на ветераните. Картагенците вече имат превес на силите, когато ненадейно ездачите, върнали се от преследването, връхлетяват в гърба им, а бойният ред вече е напълно развален.
Именно картагенският генерал пожелава за пореден път мир и обещава, че когато римляните напуснат Африка, Картаген ще се откаже от всички свои европейски владения. Сципион забавя неумолимо капитулацията и увеличава още преди битката направените условия.
Римляните излизат от битката като победители напред, а Ханибал се връща в Картаген и убеждава Адирата за капитулация.

## Политически последствия
След победата Сципион отново поставя своите условия и предлага примирие за срок от три месеца. Картагенците приемат. Малко по-късно, упълномощен от римския сенат, Сципион се заема с окончателните преговори. Картаген е принуден да се откаже от всички задморски владения, от целия си военен картагенски флот и му се забранява да воюва без разрешението на Рим.
Събитието изтощава Картаген дотолкова, че вече по никакъв начин не може да наруши римската хегемония в Средиземно море. За назидание през 201 г. пр.н.е. римският военноначалник изгаря остатъка от картагенската флота. Съюзникът Масиниса получава големи територии.